# Life (chanson de AAA)
Pour les articles homonymes, voir Life (homonymie).
 (mai 2018).
Singles de AAA
No Way Back
(2017)
Life est le 55e single du groupe AAA sorti sous le label Avex Trax le 18 octobre 2017 au Japon.

## Liste des titres
| 1. | Life                                                                |  |
| 2. | Magic (AAA Arena Tour 2017 - Way of Glory - at Saitama Super Arena) |  |
| 3. | Eighth Wonder (a-nation 2017 at Ajinomoto Stadium)                  |  |
| 4. | Life (Instrumental)                                                 |  |

| 1. | Life (Music Clip)        |  |
| 2. | Life (Music Clip Making) |  |